# Kim Mcknight
Kim Mcknight (* 18. April 1971) ist eine kanadische Geschwindigkeitsskifahrerin.

## Werdegang
Mcknight gab am 5. März 2005 ihr Debüt im Speedski-Weltcup. Bisher war sie in zwei Weltcuprennen in Kanada zu sehen. In der Saison 2004/05 wurde sie in der Weltcupgesamtwertung den 6. Platz.